# Strzelectwo na Letnich Igrzyskach Olimpijskich 2016 – pistolet pneumatyczny, 10 m (kobiety)
Strzelanie z pistoletu pneumatycznego z odległości 10 metrów kobiet – konkurencja rozegrana 7 sierpnia 2016 roku podczas letnich igrzysk w Rio de Janeiro.
W kwalifikacjach wystąpiło 44 zawodniczek. Każda z nich oddała 40 strzałów z odległości 10 metrów. Wartość pojedynczego strzału wynosiła w granicach od 1 do 10 punktu. Do finału awansowało 8 najlepszych zawodniczek po zsumowaniu punktów wszystkich strzałów.
W decydującej rundzie każda miała 20 strzałów. Za jeden strzał można było zdobyć maksymalnie 10,9 punktu. Od ósmej rundy po dwóch strzałach odpadała jedna zawodniczka. O kolejności decydowała kolejność eliminacji kolejnych zawodniczek.
Złoty medal zdobyła Chinka Zhang Mengxue, srebrny – Rosjanka Witalina Bacaraszkina, a brązowy – Greczynka Anna Korakaki.

## Terminarz
| Data            | Godzina |              |
| --------------- | ------- | ------------ |
| 7 sierpnia 2016 | 14:00   | Kwalifikacje |
| 7 sierpnia 2016 | 16:00   | Finał        |

## Rekordy
Rekordy świata i olimpijskie przed rozpoczęciem zawodów:
Runda kwalifikacyjna – 40 strzałów
| WR | Swietłana Smirnowa | 393 | Monachium | 23 maja 1998     |
| OR | Natalja Padierina  | 391 | Pekin     | 10 sierpnia 2008 |

Runda finałowa – 20 strzałów
| WR | Heena Sidhu | 203,8 | Monachium | 10 listopada 2015 |
| OR | –           | –     | –         | –                 |

## Wyniki
Źródło:

### Kwalifikacje
| Pozycja | Zawodniczka            | Reprezentacja     | Wynik   | Uwagi |
| ------- | ---------------------- | ----------------- | ------- | ----- |
| 1       | Witalina Bacaraszkina  | Rosja             | 390-14x | Q     |
| 2       | Jekatierina Korszunowa | Rosja             | 387-14x | Q     |
| 3       | Anna Korakaki          | Grecja            | 387-12x | Q     |
| 4       | Alejandra Zavala       | Meksyk            | 387-10x | Q     |
| 5       | Afaf El-Hodhod         | Egipt             | 386-9x  | Q     |
| 6       | Bobana Veličković      | Serbia            | 385-12x | Q     |
| 7       | Zhang Mengxue          | Chiny             | 384-12x | Q     |
| 8       | Sonia Franquet         | Hiszpania         | 384-7x  | Q     |
| 9       | Olfa Charni            | Tunezja           | 384-6x  |       |
| 10      | Céline Goberville      | Francja           | 383-11x |       |
| 11      | Zorana Arunović        | Serbia            | 382-16x |       |
| 12      | Jo Yong-suk            | Korea Północna    | 381-12x |       |
| 13      | Stéphanie Tirode       | Francja           | 381-8x  |       |
| 14      | Heena Sidhu            | Indie             | 380-13x |       |
| 15      | Kwak Jung-hye          | Korea Południowa  | 380-12x |       |
| 16      | Wiktorija Czajka       | Białoruś          | 380-11x |       |
| 17      | Renáta Tobai-Sike      | Węgry             | 380-10x |       |
| 18      | Kim Min-jung           | Korea Południowa  | 380-9x  |       |
| 19      | Wu Chia-ying           | Chińskie Tajpej   | 380-8x  |       |
| 20      | Otrjadyn Gündegmaa     | Mongolia          | 379-14x |       |
| 21      | Golnoush Sebghatollahi | Iran              | 379-13x |       |
| 22      | Eleanor Bezzina        | Malta             | 379-10x |       |
| 23      | Klaudia Breś           | Polska            | 379-10x |       |
| 24      | Lalita Yauhleuskaya    | Australia         | 379-9x  |       |
| 25      | Monika Karsch          | Niemcy            | 379-6x  |       |
| 26      | Wadha Al-Balushi       | Oman              | 379-5x  |       |
| 27      | Tanyaporn Prucksakorn  | Tajlandia         | 378-13x |       |
| 28      | Ołena Kostewycz        | Ukraina           | 378-12x |       |
| 29      | Lydia Paterson         | Stany Zjednoczone | 378-12x |       |
| 30      | Guo Wenjun             | Chiny             | 378-11x |       |
| 31      | Yu Ai-wen              | Chińskie Tajpej   | 378-10x |       |
| 32      | Tsogbadrakhyn Mönkhzul | Mongolia          | 378-6x  |       |
| 33      | Marija Marović         | Chorwacja         | 377-11x |       |
| 34      | Nino Salukwadze        | Gruzja            | 377-9x  |       |
| 35      | Heidi Diethelm Gerber  | Szwajcaria        | 376-11x |       |
| 36      | Viktória Egri          | Węgry             | 376-7x  |       |
| 37      | Teo Shun Xie           | Singapur          | 375-9x  |       |
| 38      | Lynda Kiejko           | Kanada            | 374-9x  |       |
| 39      | Pim-on Klaisuban       | Tajlandia         | 373-6x  |       |
| 40      | Enkelejda Shehu        | Stany Zjednoczone | 372-5x  |       |
| 41      | Antoaneta Bonewa       | Bułgaria          | 371-8x  |       |
| 42      | Akiko Sato             | Japonia           | 369-5x  |       |
| 43      | Elena Galiabovitch     | Australia         | 369-4x  |       |
| 44      | Lilian Castro          | Salwador          | 366-5x  |       |

### Finał
| Pozycja | Zawodniczka            | Reprezentacja | Wynik | Uwagi |
| ------- | ---------------------- | ------------- | ----- | ----- |
|         | Zhang Mengxue          | Chiny         | 199,4 | OR    |
|         | Witalina Bacaraszkina  | Rosja         | 197,1 |       |
|         | Anna Korakaki          | Grecja        | 177,7 |       |
| 4       | Alejandra Zavala       | Meksyk        | 157,1 |       |
| 5       | Afaf El-Hodhod         | Egipt         | 137,1 |       |
| 6       | Sonia Franquet         | Hiszpania     | 116,5 |       |
| 7       | Bobana Veličković      | Serbia        | 96,4  |       |
| 8       | Jekatierina Korszunowa | Rosja         | 73,5  |       |